# 何南金
何南金（1570年—1609年），字许卿，號前泉，南直隶扬州府泰兴县黄桥人，明朝政治人物。

## 生平
萬曆二十五年（1597年）丁酉科应天府举人，萬曆三十五年（1607年）丁未科进士，吏部觀政，本年六月授福建莆田知县，萬曆三十七年卒。书法精妙，与同乡张京元、泰州储巏号称“ 淮南三俊”。

## 家族
曾祖何嵩，鴻臚寺主簿贈應天府推官。祖父何楷。父何珢。嫡母田氏，生母刘氏。永感下。兄何镪。